# Гуарани-ди-Гояс
Гуарани-ди-Гояс (порт. Guarani de Goiás) — муниципалитет в Бразилии, входит в штат Гояс. Составная часть мезорегиона Восток штата Гойяс. Входит в экономико-статистический микрорегион Ван-ду-Паранан. Население составляет 3988 человек на 2006 год. Занимает площадь 1229,122 км². Плотность населения — 3,2 чел./км².

## Статистика
- Валовой внутренний продукт на 2003 год составляет 17 947 018,00 реалов (данные: Бразильский институт географии и статистики).
- Валовой внутренний продукт на душу населения на 2003 год составляет 4168,88 реалов (данные: Бразильский институт географии и статистики).
- Индекс развития человеческого потенциала на 2000 год составляет 0,632 (данные: Программа развития ООН).